# Opiętek wawrzynkowiec
Opiętek wawrzynkowiec (Agrilus integerrimus) – gatunek chrząszcza z rodziny bogatkowatych i podrodziny Agrilinae. Zamieszkuje Europę. Jest monofagiem wawrzynków.

## Taksonomia
Gatunek ten opisany został po raz pierwszy w 1837 roku przez Juliusa Theodora Christiana Ratzeburga pod nazwą Buprestis integerrimus.

## Morfologia
Chrząszcz o mocno wydłużonym ciele długości od 5 do 7 mm, z wierzchu ubarwionym metalicznie ciemnobrązowo, rzadziej zielonkawo. Głowa zaopatrzona jest w duże oczy niemal stykające się z przednią krawędzią przedplecza. Ciemię ma wyraźną bruzdę wzdłuż środka. Przedplecze jest znaczniej słabiej niż u A. hyperici sklepione, w części tylnej o spłaszczonych bokach. Ma ono podwójną krawędź boczną i pozbawione jest na powierzchni wyraźnych żeberek przy tylnych kątach. Pokrywy są równomiernie porośnięte ciemnym, bardzo krótkim, trudno dostrzegalnym owłosieniem. Przedpiersie ma równoległe boki wyrostka międzybiodrowego. Odwłok pozbawiony jest plamek z jasnego owłosienia i ma rowek wzdłuż krawędzi ostatniego widocznego sternitu niezmodyfikowany, zaokrąglony.

## Ekologia i występowanie

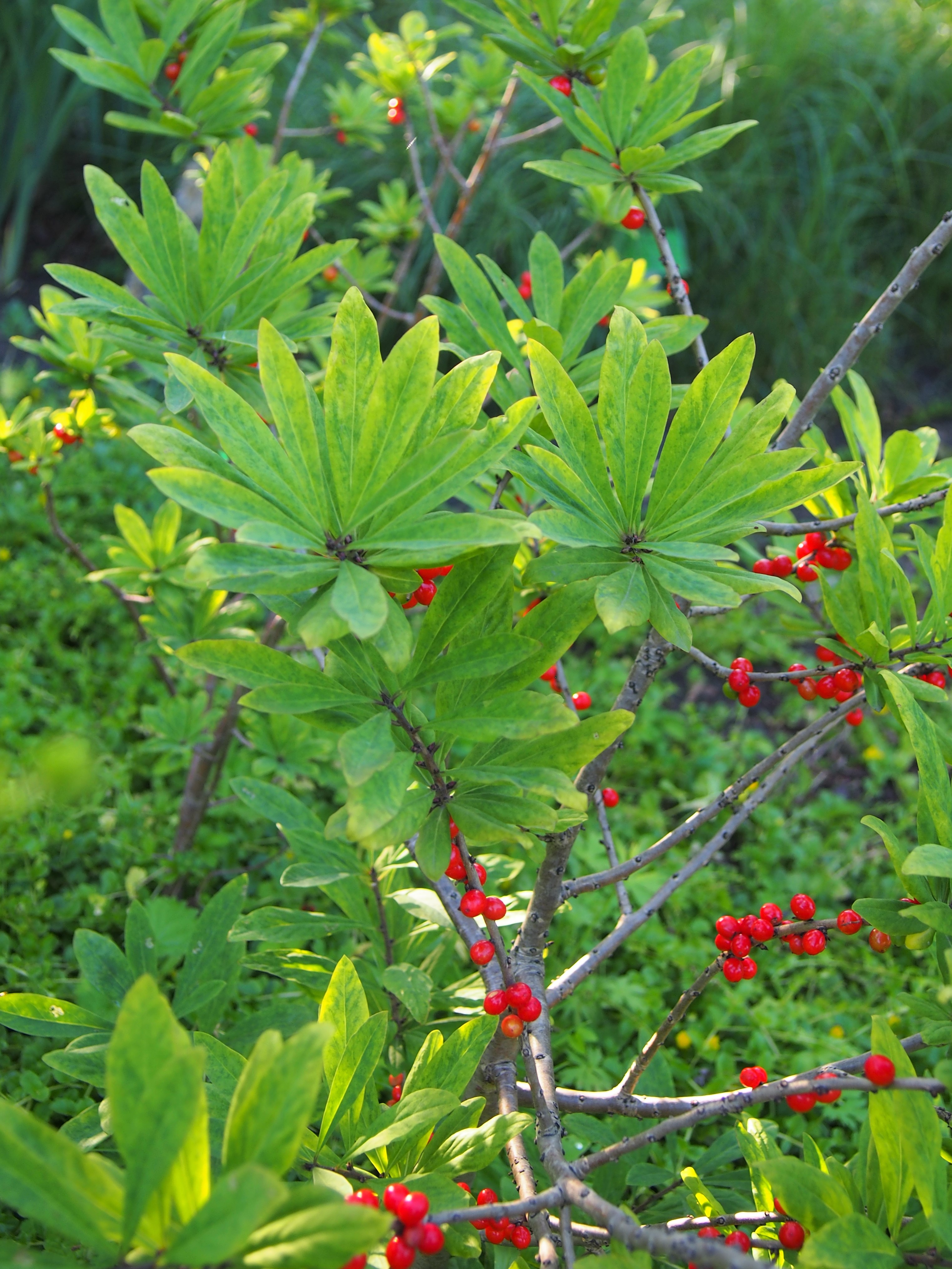
Wawrzynek wilczełyko – roślina pokarmowa

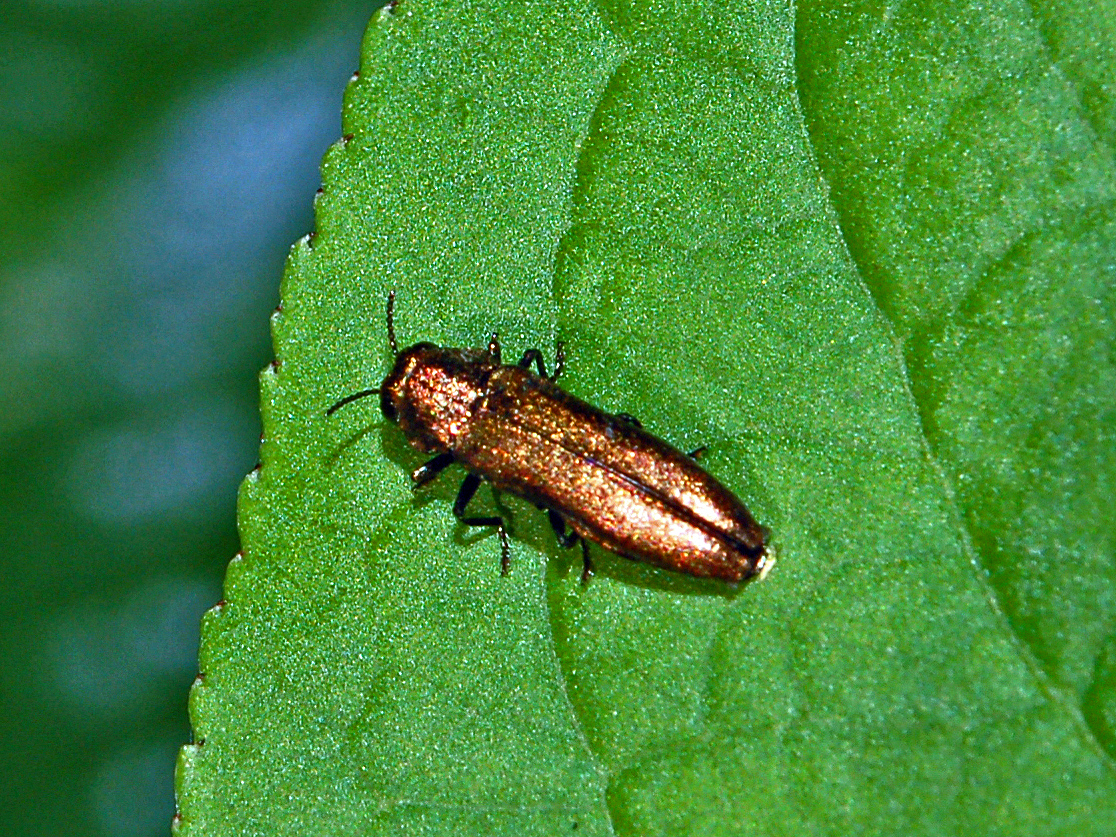
Imago na liściu

Owad ten zasiedla wilgotne lasy i ogrody, chętnie na obszarach górzystych, gdzie dociera do górnej granicy lasu. Larwy są monofagicznymi endoryzofagami. Przechodzą rozwój w soczystych, podziemnych częściach wawrzynków, w tym wawrzynka wilczegołyka, wawrzynka główkowego, wawrzynka gnidyjskiego i Daphne laureola (w warunkach polskich tylko tego pierwszego). Osobniki dorosłe obserwuje się od maja do lipca. Są foliofagami, żerującymi na liściach wawrzynków.
Gatunek palearktyczny, znany z Hiszpanii, Francji, Niemiec, Szwajcarii, Austrii, Włoch, Szwecji, Polski, Czech, Słowacji, Węgier, Ukrainy, Rumunii, Bułgarii, Słowenii, Chorwacji, Bośni i Hercegowiny, Serbii, Czarnogóry, Albanii, Macedonii Północnej, Grecji oraz europejskiej części Rosji.
W Polsce jest rzadko spotykany. Na „Czerwonej liście zwierząt ginących i zagrożonych w Polsce” umieszczony jest jako gatunek bliski zagrożenia wymarciem (NT). Z kolei na „Czerwonej liście gatunków zagrożonych Republiki Czeskiej” umieszczony jest jako gatunek zagrożony wymarciem (EN).